# یوسف احمد
یوسف احمد (عربی: يوسف أحمد؛ زادهٔ ۱۴ اکتبر ۱۹۸۸) یک بازیکن فوتبال اهل قطر است.

## باشگاهی
از باشگاه‌هایی که در آن بازی کرده‌است می‌توان به السد، القطر، العربی قطر اشاره کرد.

## تیم ملی
وی همچنین در تیم ملی فوتبال زیر ۱۷ سال قطر و تیم ملی فوتبال زیر ۲۳ سال قطر بازی کرده است.